# Johann Christoph Friedrich GutsMuths

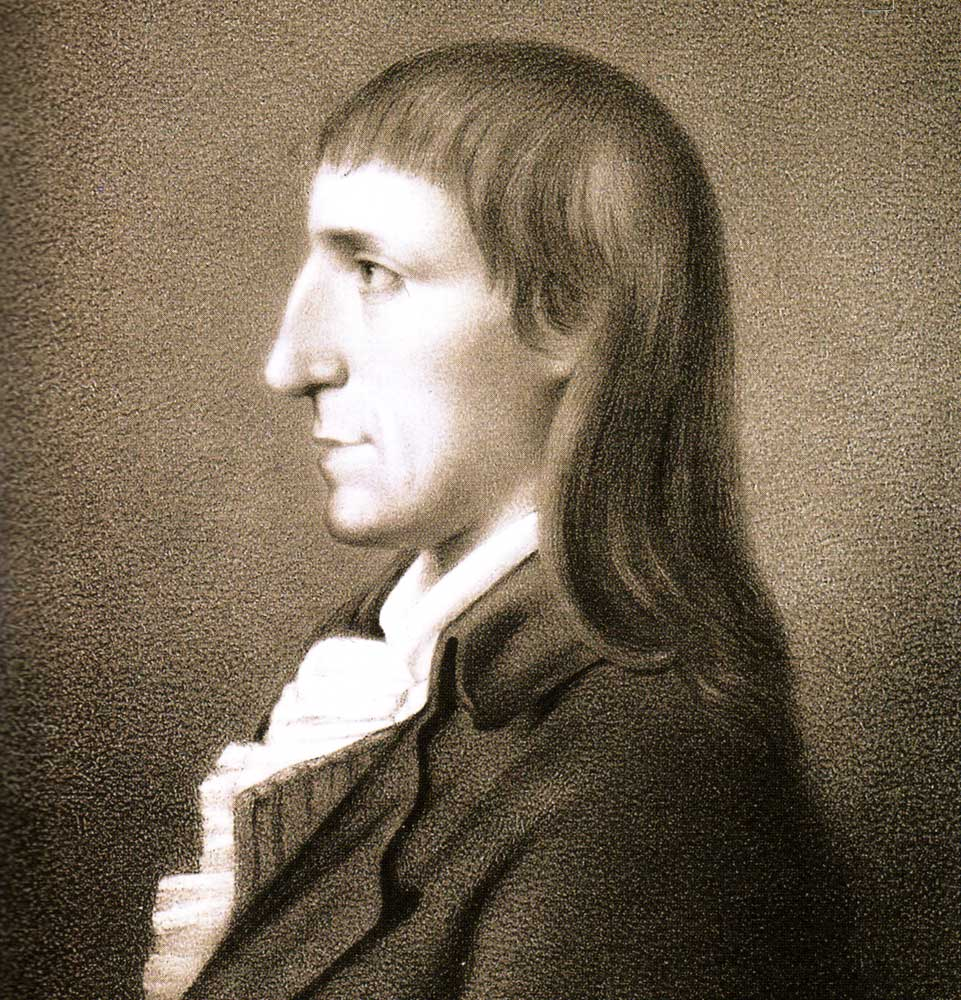
Johann Christoph Friedrich GutsMuths

Johann Christoph Friedrich GutsMuths, född 9 augusti 1759 i Quedlinburg, död 21 maj 1839 i Ibenhain, var en tysk pedagog.
GutsMuths var 1785-1837 lärare i geografi, teknologi och gymnastik vid den av Christian Gotthilf Salzmann grundade undervisningsanstalten i Schnepfenthal (numera en stadsdel i Waltershausen). Där ordnade han på ett rationellt sätt gymnastikövningarna och inrättade en systematisk undervisning i detta ämne. 
Han författade Gymnastik für die Jugend (1793; fjärde upplagan 1893), Spiele zur Übung und Erholung des Körpers und Geistes (1796; åttonde upplagan 1893), Kleines Lehrbuch der Schwimmkunst (1798), Spielalmanach für die Jugend (1802; andra upplagan 1833) och Turnbuch für die söhne des Vaterlands (1817), ur vilken Katechismus der Turnkunst (1818) är ett utdrag.
På geografins område skrev han bland annat Handbuch der Geographie (två band, 1810; fjärde upplagan 1826) och hade i Carl Ritter en hängiven lärjunge. Åren 1800-20 redigerade han tidskriften "Bibliothek für Pädagogik, Schulwesen und die gesamte pädagogische Literatur Deutschlands". GutsMuths (och Ritters) minnesvård avtäcktes 1904 i Quedlinburg.